# Вулиця Шевченка (Київ, Біличі)
Вулиця Шевче́нка — зникла вулиця, що існувала у Ленінградському районі (нині — територія Святошинського) міста Києва, селище Біличі. Пролягав від Обухівської вулиці до Мальовничої вулиці. 

## Історія
Вулиця виникла, ймовірно, у 20–30-х роках XX століття під такою ж назвою. Ліквідована наприкінці 1980-х років у зв'язку з частковим знесенням старої забудови селища Біличі та будівництва багатоповерхових будинків.